# 유렉 뒤발
유렉 디바우(폴란드어: Jurek Dybał 유렉은 예쥐를 친근하게 부르는 이름이다. 결국 같은 이름., 본명: 예쥐 디바우 (Jerzy Dybał), 1977년 6월 22일 ~ )은 폴란드 출신의 지휘자이다. 빈 필하모닉과 빈 국립 오페라 오케스트라의 더블베이스 주자로 유명하다.
그의 카리스마 넘치는 성격은 유럽의 다양한 콘서트 홀에서 음악을 듣는 관객들에게 높이 평가되고 있다. 그는 빈 챔버 오케스트라, 빈 콘서트페라인 오케스트라, 빈 아트 오케스트라, 몬테카를로 필하모닉 오케스트라, 바이에른 챔버 오케스트라, 쿼피오 심포니 오케스트라, 프라하 라디오 심포니 오케스트라, 체코 국립 교향악단, 신포니아 바르소비아 오케스트라, 폴란드 국립 라디오 교향악단, 폴란드 라디오 교향악단, 실레지아 챔버 오케스트라, 보츠와프 챔버 오케스트라 레오폴디넘, 포즈난, 크라쿠프, 우치의 필하모닉 오케스트라들, 폴란드 바우틱 필하모닉, 국립 음악 포럼 심포니 오케스트라 등과 함께 출연을 한 바 있다.
그는 중세 르네상스 시대 음악의 활발한 연주자로서, 유명한 앙상블인 콘체르트 쾰른과 마크 민코프스키의 ‘루브르의 음악가들’과 함께 작업했다. 루마니아의 바이올리니스트인 로비 라카토시와의 콘서트를 포함한 몇 번의 야외 연주들과 빈의 호프부르크 왕궁에서 연주되었던 빈 주립 오페라의 솔로이스트들과 함께 콘서트 갈라와 실내악 오페라들을 지휘하기도 했다. 그는 재즈, 포크음악, 세계음악, 영화 음악 등의 프로젝트에 열려있으며, 많은 크로스오버 프로덕션에 참여했고, 빈의 집시 재즈 그룹 “No Limit”, 중국의 얼후 연주자인 젠 후, 티투스 보이노비츠(Tytus Wojnowicz)와 함께 작업을 하기도 했다. 20세기와 21세기의 음악을 독특한 방법으로 발표했던 멀티미디어 연주들도 만들었고, 이와 같은 프로젝트에 크시슈토프 펜데레츠키와 Edward Lutczyn, 포즈난의 폴란드 댄스 시어터, 다니엘 스트리예츠키(Daniel Stryjecki) 등을 초대하였다.
유렉 뒤발은 폴란드의 음악을 널리 알리고 대중화시키는 것에 대한 사명감을 가지고 있다. 그는 크시슈토프 펜데레츠키의 현을 위한 아다지오의 폴란드 초연에서 지휘했으며 동일한 작곡가의 5중주곡인 Leaves from an Unwritten Diary 와 듀오 콩세르탕 (폴란드와 프랑스 초연)의 세계 초연에 참여했다. 그는 프란시스제크 레셀의 서곡의 (빈 챔버 오케스트라 연주) 첫 빈 연주회를 추진했으며, 그제고쥬 게르바지 고르취츠키의 음악을 콘체르토 쾰른 앙상블에게 소개했다. 그는 또한 크세시미르 뎀프스키(Krzesimir Dębski)의 작품들을 처음으로 연주하였다.
빈 챔버 오케스트라와 함께 그는 윤소영을 빈의 콘체르트하우스 연주에 초대함으로써 제 14회 헨리크 비에니아프스키 국제 바이올린 경연대회의 입상자를 위한 특별상을 만들었다. 그는 유리 바슈메트, 줄리안 라클린, 안젤라 휴이트, 이타마르 골란, 미하엘라 우르술레아사, 미셸 레티엑, 프란스 헬머슨, 아르토 노라스, 어윈 슈로트, 콘스탄티 안제이 쿨카, 피오트르 팔레츄니, 자비에 드 매스트르, 가보르 볼독츠키와 같은 수 많은 훌륭한 아티스트들과 함께 작업했다. 실내악 음악인으로써 그는 빈 피아노퀸텟, 프리마 비스타 콰르텟, 실레지안 스트링 콰르텟, Wiener Virtuosen, Fine Arts 콰르텟, 상하이 콰르텟, 탈리히 콰르텟, 뮌헨 7중주단과 협연하였다. 그는 폴란드 (DUX), 벨기에 (R.C.P), 그리고 일본 (카메라타) 음반 회사들을 위해 녹음했고, 폴란드 음반 아카데미에서 두 번의 프리데르크 상을 받은 수상자이기도 하다. 2010와 2012년 사이 그는 드레스덴 음악대학교에서 교수로 임했다. 말러의 축제 해에 그는, 바츨라프 하벨과 토마스 햄슨과 같은 인물들과 함께, 말러가 탄생한 집의 정원에 “말러 장미”를 심어 달라는 요청을 받는 영예를 얻었다.
유렉 뒤발은 자브제의 귀도 광산의 역사적인 장소에서 만들어진 크시슈토프 펜데레츠키 국제 음악 페스티벌 ‘Level 320’의 창립자이자 감독이다. 2014년부터 현재까지 유렉 디바우는 폴란드 왕국의 수도였던 크라쿠프(Kraków)의 오케스트라- 신포니에타 크라코비아의 총 감독이자 예술 감독으로 재임하고 있다.